# Alpine A108
Alpine A108 — спортивний автомобіль французької компанії Alpine 1958–1965 років. Випускались шість модифікацій даної моделі з різними кузовами:

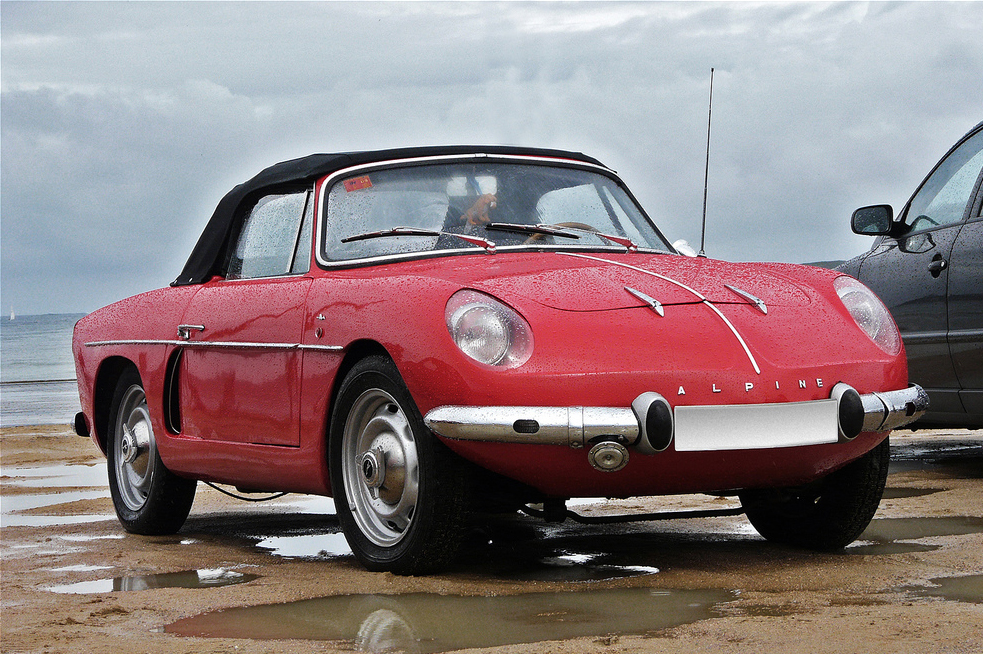
Renault Alpine А108 Cabrio

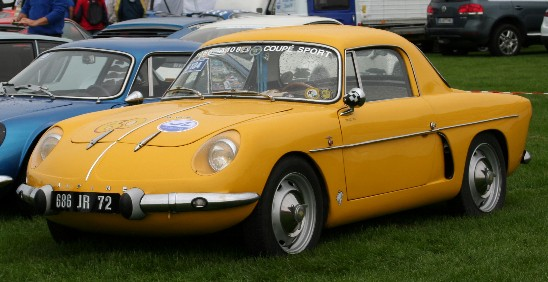
Alpine A108 Coupé Sport 1960

- Alpine A108 Cabrio (кабріолет, з 1958)
- Alpine A108 Coupé (купе, з 1959)
- Alpine A108 Cabrio Sport (кабріолет спорт, з 1960)
- Alpine A108 Coupé Sport (купе спорт, з 1960)
- Alpine A108 Coupé 2+2 (з 1959)
- Alpine A108 Berlinette (Берліне, з 1960)

## Конструкція
На Паризькому автосалоні 1957 було презентовано модель Alpine A108, у якій було використано кузов попередньої моделі А106 і мотор моделі Renault Dauphine. На моделі 1960 вперше використали нову конструкцію шасі, яка ззаду підтримувала мотор, спереду органи керування. Ця конструкція використовувалась до останньої моделі компанії А610.

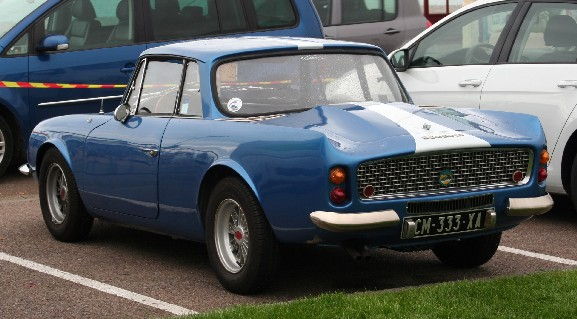
Alpine A108 2+2

Для купе 2+2 було збільшено на 70 мм колісну базу з незмінною ходовою частиною. До кінця 1965 виробили до 100 екземплярів даної модифікації.
З 1960 Жан Редле розробив модифікацію з кузовом берлінетта, що призначалась для гірських перегонів і до 1969 носила назву А108 Berlinette «Tour de France». Кузов берлінетта був закритою модифікацією кузова кабріолет.

## Willys Interlagos

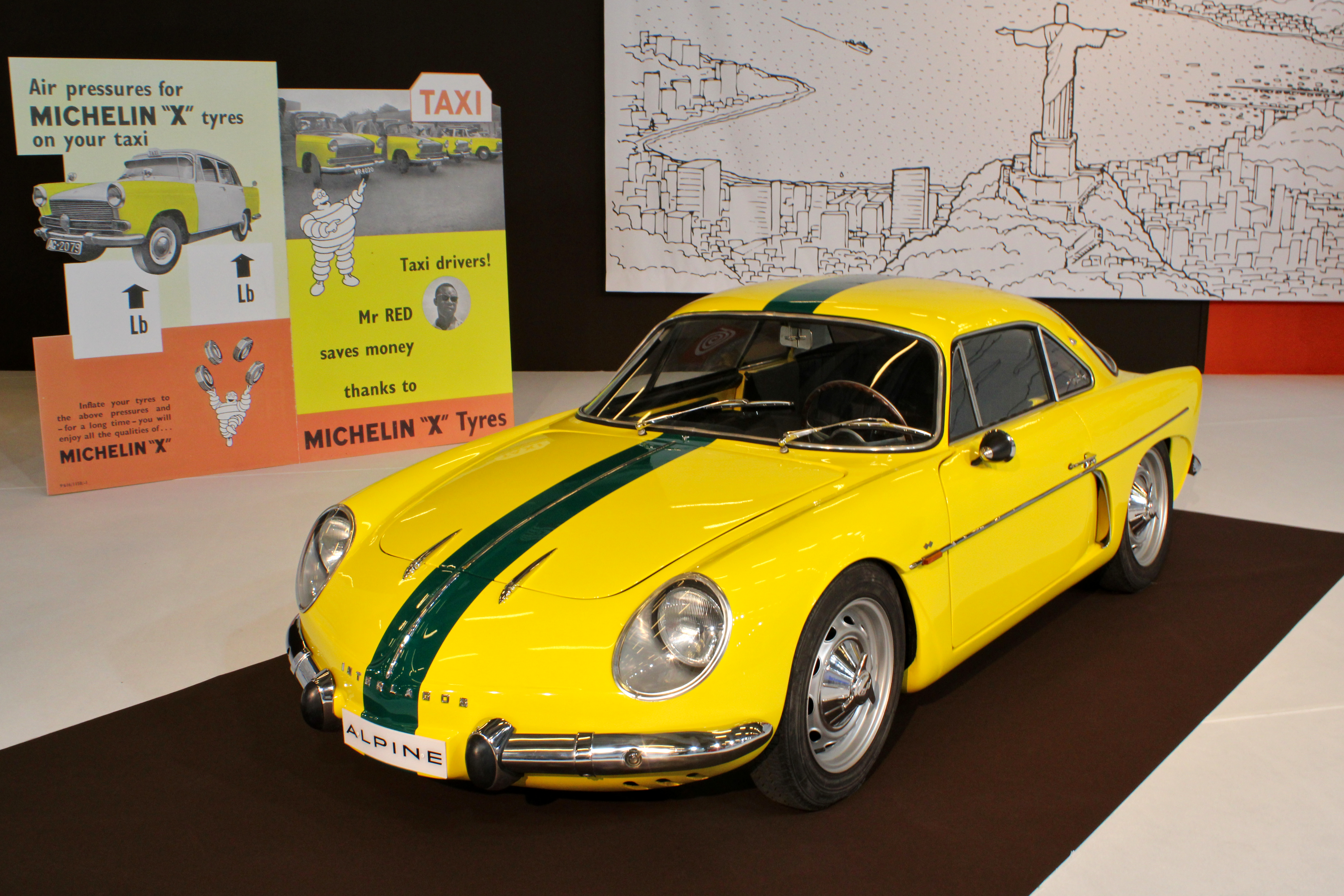
Willys Interlagos Berlinette — бразильська A108 (1962-66)

Бразильське виробництво A108 відбувалось завдяки угоді з Willys-Overland. В Південній Америці модель випускалась як Willys Interlagos, авто випускалася в трьох версіях: berlinette, coupé та кабріолет. Автомобіль також мав успішну гоночну кар'єру. З 1962 по 1966 рік в Сан-Бернарду-ду-Кампу (штат Сан-Паулу) було виготовлено 822 «Інтерлаго».